# Coppa Italia 1975 (calcio femminile)
L'edizione 1975 è stata la quinta edizione nella storia della Coppa Italia di calcio femminile. Organizzata dalla Federazione Femminile Italiana Giuoco Calcio, il trofeo è stato vinto dal Milan.

## Quarti di finale
2 e 3 novembre 1975
| Squadra 1                | Risultato | Squadra 2     |
| ------------------------ | --------- | ------------- |
| Bologna                  | rigori    | Lubiam Lazio  |
| Sisal Moquettes Piacenza | 1-0       | Juventus      |
| ACF Milan                | 6-0       | Tepa Sport    |
| Gamma 3                  | ?-?       | Valdobbiadene |

## Semifinali
9 novembre 1975
| Squadra 1 | Risultato    | Squadra 2                |
| --------- | ------------ | ------------------------ |
| Bologna   | 2-4 (rigori) | Sisal Moquettes Piacenza |
| ACF Milan | 5-2 (d.t.s.) | Gamma 3                  |

## Finale
| Arbitro: | Carmine Maione (Napoli) |

|                        |           |  |
| Reilly 7’ Bonanomi 17’ | Marcatori |  |

### Formazioni
| MILAN             |    |                     |     |
|                   |    |                     |     |
| POR               | 1  | Daniela Sogliani    |     |
| DIF               | 2  | Ivana Clerici       |     |
| DIF               | 3  | Anna Stopar         |     |
| DIF               | 4  | Mariangela Bonanomi |     |
| DIF               | 5  | Donatella Pirotta   | 40’ |
| CEN               | 6  | Rita Pedrali        |     |
| CEN               | 7  | Donadoni            |     |
| CEN               | 8  | Edna Neillis        |     |
| ATT               | 9  | Manola Conter       |     |
| ATT               | 10 | Elena Boselli       |     |
| ATT               | 11 | Rose Reilly         |     |
| A disposizione:   |    |                     |     |
| POR               | 12 | Alice Baigueri      |     |
| CEN               | 14 | Giovanna Groppelli  | 40’ |
| CEN               | 14 | Rosalba Canzi       |     |
| Allenatore:       |    |                     |     |
| Italia (bandiera) |    |                     |     |

| SISAL MOQUETTES PIACENZA |    |                       |
|                          |    |                       |
| POR                      | 1  | Gabriella Olivetti    |
| DIF                      | 2  | Adele Platti          |
| DIF                      | 3  | M. Antonietta Riboldi |
| DIF                      | 4  | Ines Torreggiani      |
| DIF                      | 5  | Paola Araldi          |
| CEN                      | 6  | Rosa Anna Azzola      |
| CEN                      | 7  | Lena Olovsson         |
| CEN                      | 8  | Chiara Boschini       |
| CEN                      | 9  | Gabriella Scotton     |
| ATT                      | 10 | Stefania Bandini      |
| ATT                      | 11 | Mara Faroni           |
| A disposizione           |    |                       |
| POR                      | 12 | Annunziata Belloni    |
| CEN                      | 13 | Emanuela Marchionni   |
| CEN                      | 14 | Santina Lazzari       |
| Allenatore:              |    |                       |
| Luigi Tadini             |    |                       |